# Amornrat Kaewbaidhoon
Amornrat Kaewbaidhoon, född 23 juni 1944, är en thailändsk bågskytt. Hon deltog vid olympiska sommarspelen 1976.